# Самойловичи
Самойловичи (пол. Samojłowicz, укр. Самойловичі) — дворянский род, происходящий из казацкой старшины Гетманщины. Неофициально род имел прозвище Поповичи (из-за профессии родоначалька рода, попа Самуила).
Потомство выходца из Правобережной Украины, священника Самуила (Самойла), служившего в Красном Колядине Прилуцкого полка (XVII в.). Его сын Иван Самойлович стал гетманом Украины (1672-1687), а остальные три сына, Василий, Мартын и Тимофей стали священниками, как и их отец.
- Самойлович, Григорий Иванович († 1687) — сын гетмана Ивана Самойловича, зять гетмана Ивана Брюховецкого, черниговский полковник Войска Запорожского (1685-1687), наказной гетман (1687), арестован после смещения с должности отца и был казнён в Севске по доносу русскими за измену.

## Описание герба
В красном поле три чёрных кавалерских креста: 2 и 1